# レッソーナ
レッソーナ（伊: Lessona）は、イタリア共和国ピエモンテ州ビエッラ県にある、人口約2,800人の基礎自治体（コムーネ）。
コムーネ統廃合 (it:Fusione di comuni italiani) により、2016年1月1日にクローザを編入した。

## 地理

### 位置・広がり

#### 隣接コムーネ
隣接するコムーネは以下の通り。
- カザピンタ
- カステッレット・チェルヴォ
- コッサート
- マッセラーノ
- モッタルチャータ
- ストローナ

## 行政

### 分離集落
レッソーナには、以下の分離集落（フラツィオーネ）がある。
Allacqua, Barale, Battiana, Capovilla, Casetti, Castello, Corte, クローザ, Fabbriche, Fiora, Foglia, Monte, Palazzina, Piccone, Ponte Guelpa, Principe Lodolo, Ratina, Valle